# 피츠버그 국제공항
피츠버그 국제공항(IATA: PIT, ICAO: KPIT, FAA LID: PIT)은 핀들레이 타운과 문 타운의 피츠버그 교외에 있는 민·군 공용 국제공항이다. 피츠버그 시내에서 서쪽으로 약 30km에 위치해 있으며 인터스테이트 376 53번 출구, 서던 벨트웨이 유료도로 종점으로 가면 진입할 수 있다.